# Silvija Boijsen-Sinka
Anna Silvija Boijsen-Sinka född 22 maj 1955 , är en svensk målare.
Dotter till den i Lettland födde konstnären Imants Sinka (1915-1993).
Boijsen-Sinka bedrev studier vid Nyckelviksskolan 1974-1975 samt Anders Beckmans Skola 1976-1979 och fortsatte med studier vid Ontario College of Art, Toronto Kanada och Gerlesborgsskolan. 
Hon målar ofta landskap från Öland. Ett kännemärke för henne har blivit bilder av vallmo ofta i olja, målade lager på lager som skapar naturliga nyanser och skiftningar.
Boijsen-Sinka har alltsedan 1979 genomfört ett stort antal separatutställningar i Sverige men också deltagit i många samlingsutställningar. Hon finns bland annat representerad i Värmlands läns landsting, Karlstad kommun, Älvsborgs läns landsting, Stockholms läns landsting och Vingåkers kommun. Hon arbetar även som uttryckande konstterapeut .
Boijsen-Sinka är medlem i gruppen Åkerbokonstnärerna